# Newark Valley (Nowy Jork)
Newark Valley – miasto w Stanach Zjednoczonych, w stanie Nowy Jork, w hrabstwie Tioga.